# Podłoże Thayera-Martina
Podłoże Thayera Martina – podłoże mikrobiologiczne stworzone na bazie agaru Muellera-Hinton oraz 5% roztworu owczej krwi przez Jamesa Thayera i Johna Martina w 1964 roku. Służy do izolacji bakterii z rodzaju Neisseria. Jest to podłoże selektywne i hamuje wzrost niektórych komensalnych gatunków Neisseria (ale nie np. N. lactamica) oraz służy głównie do hodowli meningokoków i gonokoków. W jednym litrze podłoża znajduje się:
- 13 g agaru
- 23 g peptonów
- 5 g chlorku sodu
- 1 g sacharozy

Podłoże to ma pH 7,0 w temperaturze 25°C. Ponadto, podłoże wzbogacone jest o antybiotyki takie jak:
- wankomycyna – hamuje wzrost bakterii Gram-dodatnich
- kolistyna – hamuje wzrost bakterii Gram-ujemnych, w tym komensalnych gatunków Neisseria
- trimetoprym – zapobiega pełzającemu wzrostowi bakterii Proteus
- nystatyna – działa jako środek przeciwgrzybiczy